# 机械波

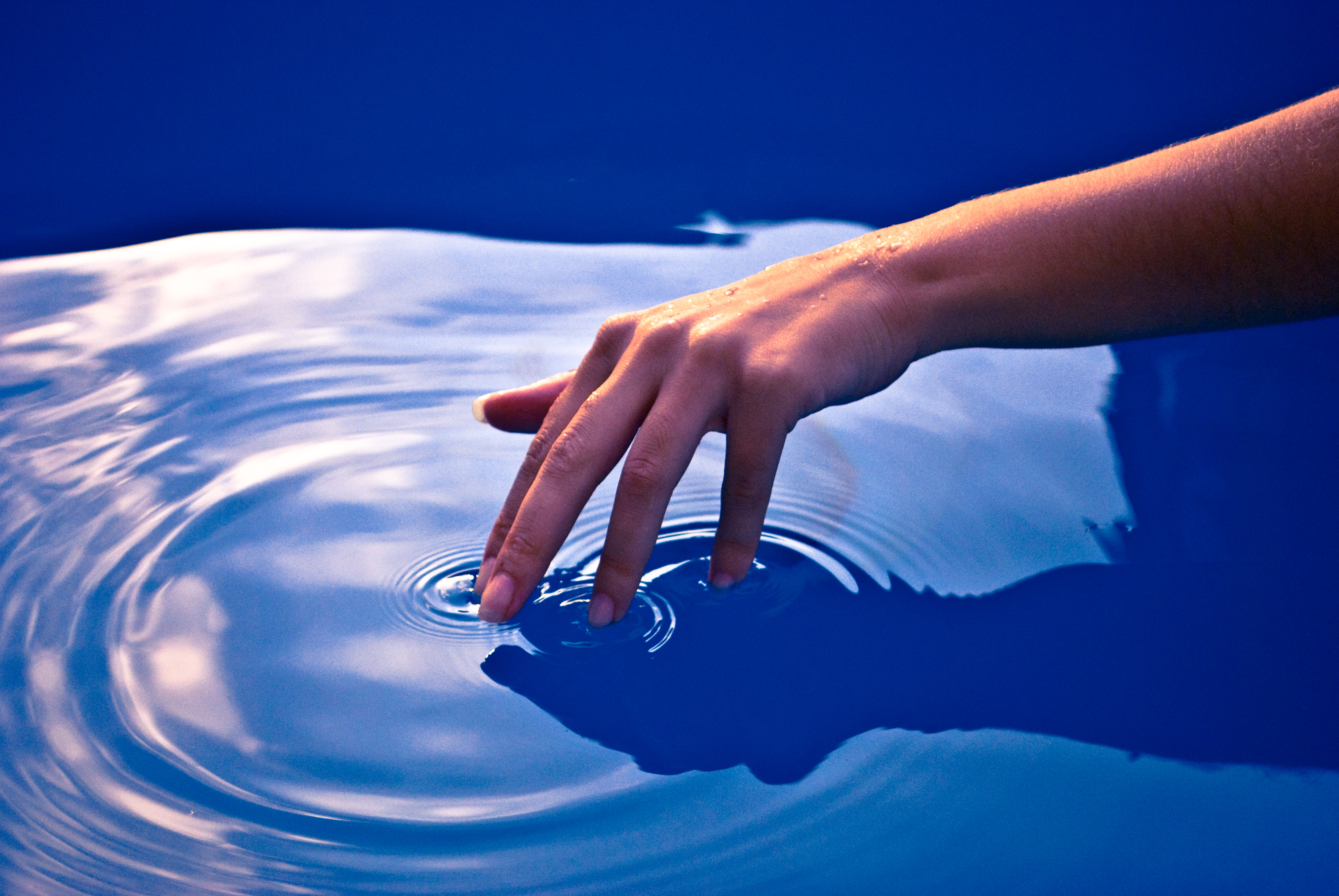
水上的涟漪是一种面波.

机械波（英語：Mechanical wave，又稱為力學波）是物质的机械振动在空间中的传播現象，是波的一种。机械波的特点是必须透过介质才能传播。另外有一些波，比如电磁波、引力波就不需要介质，在真空中也可传播（严格地讲，是通过场传播），這些則不是机械波。
虽然波可以远距离传播，但相比之下，介质本身的运动是很有限的，振荡材料不会远离初始平衡位置。机械波只能在具有弹性和惯性的介质中产生。生活中常見的機械波有绳波、水波和声波等。
与所有波一样，机械波也传递能量，传播方向与波的方向相同。波需要初始能量输入，一旦输入了，就会在介质中传播，直到能量全部传播完毕。

## 機械波的種類
横波是一种波的形式，其中介质粒子围绕其中间位置垂直于波的运动方向振动。
纵波其介质粒子的运动方向与波的运动方向相同。
面波沿密度不同的介质表面传播的波。

## 横波
横波是介质粒子垂直于波方向，在平衡位置振动的波。
光虽然是电磁波，也具有横波的性质。

## 纵波
纵波是介质粒子平行于波方向的振动，由多次压缩与稀释组成。折射率越高，纵波速度越快，因为被压缩介质中的原子距离越近。
声波是纵波。

## 面波
这类波沿两种不同密度的介质的界面传播，例如水上的涟漪。面波可分为两种：瑞利波和勒夫波。
瑞利波又称地滚波，类似于水面的涟漪。这类波慢于体波。瑞利波只在两个维度上损失能量，因此在地震中比传统体波（如P波、S波）更具破坏性，后者在三个方向上都会损失能量。
勒夫波的水平波与传播方向相剪或垂直，传播速度通常比瑞利波略快，约为体波速度的90%，振幅也最大。